# Islote González

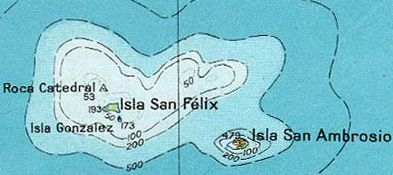
karta över Desventuradasöarna, Islote Gonzales till vänster

Islote González ("Gonzalesholmen", spanska Islote González) är en liten ö i sydöstra Stilla havet som tillhör Chile.

## Geografi
Islote González är en liten ö bland Desventuradasöarna och ligger cirka 850 kilometer utanför Chiles kust väster om hamnstaden Huasco och ca 780 km norr om Juan Fernández-öarna.
Ön är av vulkaniskt ursprung och har en areal om ca 0,25 km² med en längd på ca 800 m och ca 400 m bred. Kusten har branta kustklippor och Islote González ligger endast ca 450 m söder om huvudön Isla San Felix. Mellan öarna löper ett undervattensrev.
Den högsta höjden ligger på öns södra del med ca 173 m ö.h.
Ön utgör en del i "comuna" Valparaiso (kommun) i provinsen Valparaiso varifrån även Juan Fernández-öarna och Påskön förvaltas. Ön saknar sötvatten men är en viktig boplats för sjöfåglar och havet är rik på fisk.

## Historia
Desventuradasöarna har troligen alltid varit obebodda och upptäcktes den 8 november 1574 av spanske sjöfararen Juan Fernández.
Möjligen upptäcktes området dock redan 1521 av portugisiske Ferdinand Magellan.
Öarna ligger inom den neotropiska regionen och är numera ett naturreservat "Parque Nacional Archipiélago des Islas Desventurados".